# براندان موراي
براندان موراي (بالإنجليزية: Brendan Murray)‏ (و. 1996  م) هو مغني أيرلندي، ولد في غالواي، شارك في مسابقة الأغنية الأوروبية 2016.

## التعليم
تعلم في St Jarlath's College ‏.

## روابط خارجية
- براندان موراي على موقع ميوزك برينز (الإنجليزية)
- براندان موراي على موقع ديسكوغز (الإنجليزية)